# Močvarka
Močvarka  (lat. Littorella), rod vodenih trajnica iz porodice trpučevki, dio tribusa Plantagineae. Pripada mu 3 vrste, jedna iz Sjeverne Amerike, jedna iz Južne Amerike, i jedna iz Europe. 
U Hrvatskoj raste samo jedna vrsta, šiljkolistna močvarka, Littorella uniflora , a raširena je i po drugim dijelovima Europe, plus u Maroku i Azorima.

## Etimologija
Ime roda dolazi od latinskog littora, obale, i -ella, mali, aludirajući na stanište obale malenih jezera.

## Opis
To su višegodišnje zeljaste biljke, stoloniferne. Stabljike su uspravne ili puzeće, gole. Cvatovi aksilarni (pazušni), klasovi; brakteje prisutne. Cvjetovi jednospolni; prašnika 3 ili 4, slobodni, jednaki, niti gole; staminod 0; jajnik 1-lokularni, placentacija bazalna; stigma izdužena. Plod oraščić. Sjemenke 1, crna ili smeđa, duguljaste, bez krila. Broj kromosoma = 6. 

## Vrste
1. Littorella americana Fernald, Kanada, SAD, Sveti Petar i Mikelon
2. Littorella australis Griseb., Argentina, Čile, Falklandski otoci
3. Littorella uniflora (L.) Asch., Europa